# Cầu lông tại Đại hội Thể thao Đông Nam Á 2013
Cầu lông tại Đại hội Thể thao Đông Nam Á 2013 diễn ra tại sân Trong nhà Khu liên hợp thể thao Wunna Theikdi, Myanmar từ ngày 10–14 tháng Mười hai. Lần đầu tiên trong lịch sử đại hội không diễn ra nội dung đồng đội.

## Kết quả

### Bảng huy chương
| 1    | Indonesia (INA) | 3 | 3 | 1  | 7  |
| 2    | Thái Lan (THA)  | 1 | 2 | 3  | 6  |
| 3    | Malaysia (MAS)  | 1 | 0 | 3  | 4  |
| 4    | Việt Nam (VIE)  | 0 | 0 | 2  | 2  |
| 5    | Singapore (SIN) | 0 | 0 | 1  | 1  |
| Tổng | Tổng            | 5 | 5 | 10 | 20 |

### Các nội dung
| Nội dung   | Vàng                             | Bạc                                       | Đồng                                        |
| ---------- | -------------------------------- | ----------------------------------------- | ------------------------------------------- |
| Đơn nam    | Tanongsak Saensomboonsuk         | Dionysius Hayom Rumbaka                   | Nguyễn Tiến Minh                            |
| Đơn nam    | Tanongsak Saensomboonsuk         | Dionysius Hayom Rumbaka                   | Wisnu Yuli Prasetyo                         |
| Đơn nữ     | Bellaetrix Manuputty             | Busanan Ongbumrungpan                     | Nichaon Jindapon                            |
| Đơn nữ     | Bellaetrix Manuputty             | Busanan Ongbumrungpan                     | Vũ Thị Trang                                |
| Đôi nam    | Angga Pratama Rian Agung Saputro | Berry Angriawan Ricky Karanda Suwardi     | Lim Khim Wah Ow Yao Han                     |
| Đôi nam    | Angga Pratama Rian Agung Saputro | Berry Angriawan Ricky Karanda Suwardi     | Goh V Shem Teo Kok Siang                    |
| Đôi nữ     | Woon Khe Wei Vivian Hoo Kah Mun  | Nitya Krishinda Maheswari Greysia Polii   | Sapsiree Taerattanachai Puttita Supajirakul |
| Đôi nữ     | Woon Khe Wei Vivian Hoo Kah Mun  | Nitya Krishinda Maheswari Greysia Polii   | Shinta Mulia Sari Yao Lei                   |
| Đôi nam nữ | Muhammad Rijal Debby Susanto     | Maneepong Jongjit Sapsiree Taerattanachai | Nipitphon Puangpuapech Puttita Supajirakul  |
| Đôi nam nữ | Muhammad Rijal Debby Susanto     | Maneepong Jongjit Sapsiree Taerattanachai | Tan Aik Quan Lai Pei Jing                   |